# Лимончелло

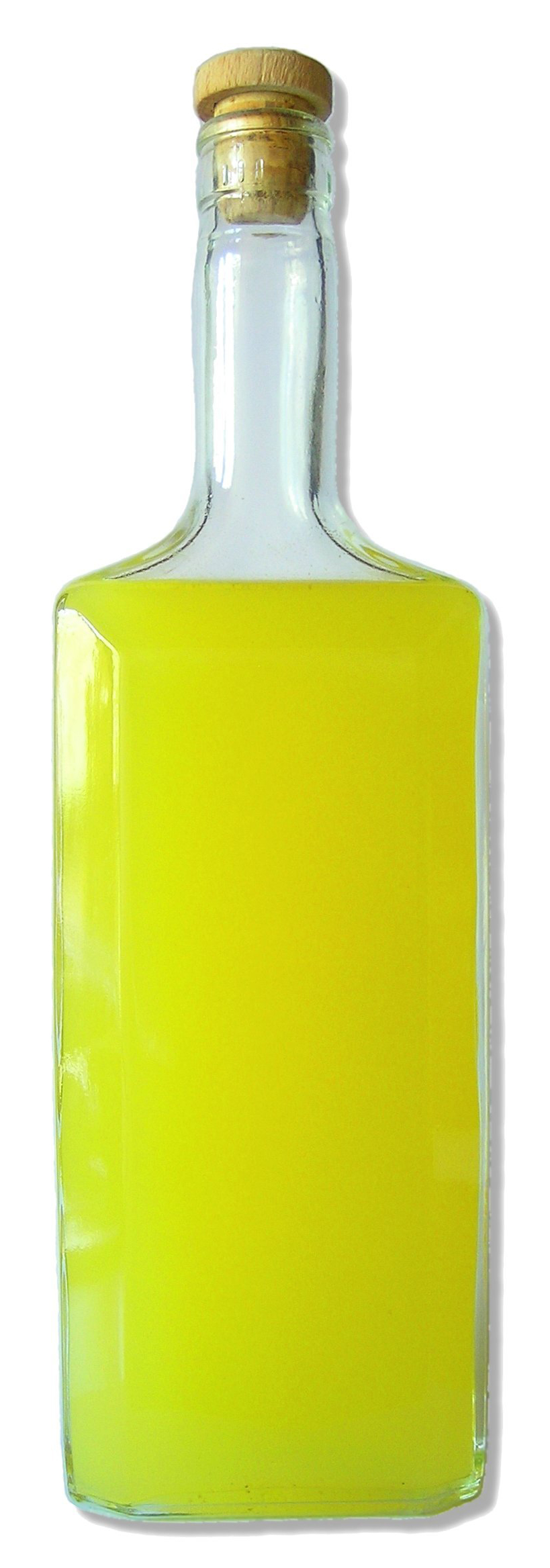
Лимончелло домашнего изготовления

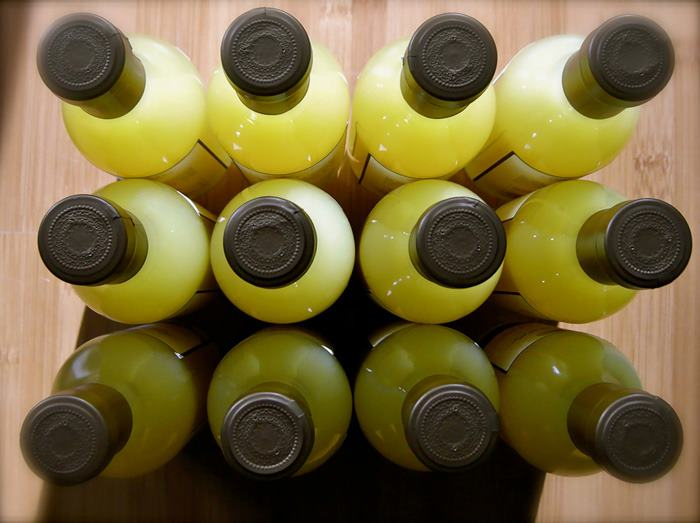
Бутылки лимончелло, вид сверху

Лимонче́лло (итал. Limoncello) — итальянский лимонный ликёр. 

## История
По большей части лимонный ликёр выпускается в Южной Италии, в частности, на побережье Амальфи, на островах Капри, Искья, на Сицилии, Сардинии .
Ликер изготавливается методом настаивания лимонной кожуры в спирте (водке) . Срок настаивания обычно три — пять дней. В напиток добавляется сахар. Заключительной стадией производства является эмульсификация напитка в специальных машинах.
В Италии лимончелло — самый популярный местный ликёр после кампари . Его употребляют и в чистом виде, как дижестив и как столовый напиток или десерт, и как компонент коктейлей. Лимончелло пьют охлаждённым из маленьких высоких рюмок, которые предварительно выдерживают в морозильной камере, чтобы стенки покрылись тонким слоем льда . Иногда лёд добавляют в сам ликер. Зачастую рестораны готовят собственный ликёр с уникальным вкусом.

## Основные товарные знаки лимончелло
Основные (популярные) товарные знаки лимончелло:
- Limoncello di Sicilia
- Caravella Limoncello
- Limoncello di Capri
- Villa Massa
- Luxardo
- Pallini Limoncello
- Bella Verde
- Lemoncello Toschi
- Limonce'
- Sorrento Nature